# D.C.H. Uys
Dirk Cornelius Uys (né le 15 mai 1909 et mort le 20 novembre 1995 à Bredasdorp en Afrique du Sud) est un homme politique sud-africain, membre du parti national et membre du parlement de 1948 à 1972 en tant que député puis sénateur. Il est ministre des affaires agricoles et du commerce (1958-1966) dans le gouvernement Verwoerd, ministre des terres et des affaires foncières (1964-1968) dans le gouvernement Verwoerd et dans celui de son successeur dirigé par John Vorster et ministre de l'agriculture (1968-1972) et de l'eau (1968) dans le gouvernement Vorster.

## Biographie
Fils de Dirk Cornelius Uys et de Susanna Maria Van Papendorf, marié à Ellen Gertruida Walters (1911-1994) le 3 janvier 1934, D.C.M. Uys eu 3 enfants nés entre 1936 et 1945.
Candidat en 1948 dans la circonscription d'Hermanus-Bredasdorp, il est élu au parlement contre le candidat sortant, Pieter Voltelyn Graham van der Byl. Cinq ans plus tard, en 1953, à la suite du redécoupage électoral, il est élu dans la nouvelle circonscription de Caledon-Bredasdorp puis dans celle de False Bay en 1958.
En 1958, il entre au gouvernement Verwoerd en tant que ministre des affaires agricoles et du commerce (1958-1966). Jusqu'en 1972, il gère également les portefeuilles de la terre et des affaires foncières (1964-1968) ainsi que de l'agriculture et de l'eau (1968-1972).
De 1970 à 1972, il est membre du sénat de la république sud-africaine.
Il quitte toute vie politique en 1972 et meurt à l'âge de 86 ans le 20 novembre 1995 à Bredasdorp.